# 岑山渡程氏
岑山渡程氏是明清时代著名的程姓家族，起源于安徽省黄山市歙县雄村镇雄村的一个自然村岑山渡，三面环山，村前为新安江，村名得名于不远处江中的岑山（小南海）。

## 早期
岑山渡居民以程姓为主，上承篁墩程氏统宗祠，以311年晋代永嘉南渡后新安太守程元谭为始祖。大约在元代，42世孙的程诚从歙县槐塘迁居岑山渡，分立出岑山渡程氏。
岑山渡程氏中的第一位进士是6世孙程材，出生于成化2年（1466年）， 明弘治九年（1496年）丙辰科进士，曾任福建汀州府推官和监察御史，以弹劾宦官刘瑾而著称 。7世孙黙（1492～1546）官至福建福宁州知州和浙江绍兴府同知，8世孙程应元（1514～1593）官至湖北罗田县县丞，9世孙程大鵬（1536～1609）和10世孙程继祖（1555～）则没有担任官职。到这时为止，岑山渡程氏还是传统的儒学文人家族。 

## 兴盛：淮扬盐商
明清时期，岑山渡村的徽商利用新安江水运之便，大批前往苏杭、淮扬经商。尤其是经营盐业，不少成为巨商，多从新安江水路入杭州，再转道两淮，以扬州和淮安为核心。程氏盐商掌控两淮盐业百余年，江苏扬州和淮安的程姓多为岑山渡村盐商后裔。岑山渡程氏盐商致富后，将大量财富用于助边防、兴水利、办义学、赈灾济难。扬州瘦西湖、南河下、淮安河下的许多路桥、码头等，岑山渡村的祠堂、堤坝等皆由徽商捐建。程大功在家乡捐建了200米护岸河堤。
明代万历年间，11世孙程必忠（1594-1662）首先前往淮安府安东县（涟水），经营盐业。程必忠长子程朝聘（1614-1670），次子程朝宣（1618-1690），三弟程朝徵（字叔献，1635-1696）。1662年程必忠死后，由次子程朝宣接续他的商业活动。康熙四年（1665年），黄河发生大洪水，在安东县东茆良口决口，从灌河入海，损失巨大，短时间内无法恢复 ，于是当时47岁的程朝宣离开安东，迁居淮安河下。康熙六年丁未（1667年），茆良口决口，安东全县危在旦夕，程朝宣积极投身于治水筑堤活动，终于获得子弟允许在安东县入籍就试的资格。程朝聘之子程增（1644-1710）通过康熙南巡的机会，社会经济地位跃升，不仅在1707年获得盐运的特惠，其子孙大部分得到官职，其长子程銮（字坡士，1666-1727）担任金衢严道台，次子程振箕为员外郎，三子程崟为刑部郎中，也是著名诗人，四子程钟（1693-）通过捐纳当了知县，通过向水灾捐款获得乾隆皇帝的褒奖。 。
明末清初，岑山渡程氏另一支的九世祖程大功（1565-1648）前往淮安经营盐业，程大功在家乡捐建了200米护岸河堤 。随后，其堂弟程大典（字慎吾，1575-1652）率五子--程量入（字上慎，1612-1694）、程量能（字蝶庵，1616-）、程奭（字青来，1617-1661）、程量衡（字阿平，1623-1673）、程量越（字莲渡，1626-1687）迁居扬州经营盐业，皆经商有成，长子程量入（字上慎）、长孙程之韺（字象六，1627-1693）连续担任两淮盐务总商数十年之久。程之韺有十二个儿子，三十多个孙子，子孙中各有一人中进士：子程文正为康熙三十年（1691年）辛未科进士，孙程梦星为康熙五十一年（1712年）壬辰科进士。三房程奭，即程谦德盐商号，其子为程洪，孙为程旃，第四代为程玓，乾隆三十八年，曾与江春一起领衔捐款400万两供给军需，又在北郊修建双峰云栈和山亭野眺两处景区，供乾隆皇帝南巡游览，已加按察使衔，再加一级。
岑山渡程氏历来又重视读书，俗话“岑山程，亦贾亦儒多才俊”，培养出十余名进士，其中不乏父子进士、同胞兄弟进士：
- 程材：明弘治九年（1496年）丙辰科进士，监察御史
- 程文正（程之韺之子）：寄籍扬州府江都县，清康熙三十年（1691年）辛未科进士
- 程湜（shí）：寄籍扬州府仪征县，清康熙三十三年（1694年）甲戌科进士
- 程湄：寄籍扬州府江都县，清康熙三十三年（1694年）甲戌科进士
- 程喈（jie）：世居杭州，清康熙四十八年（1709年）己丑科进士
- 程梦星（程文正之子）：寄籍扬州府江都县，清康熙五十一年（1712年）壬辰科进士
- 程崟（yín）：字夔州、南陂，号二峰，寄籍扬州府江都县，清康熙五十二年(1713)癸巳恩科进士，官至福建清吏司郎中。
- 程锡琮：寄籍六安州，清雍正二年甲辰科（1724年）进士
- 程文球：寄籍太平府繁昌县，清乾隆二十二年（1757年）丁丑科进士
- 程沆（1716-1787）：字瀣亭，号晴岚、寿补，程朝聘曾孙，寄籍淮安府安东县，世居府城外河下。清乾隆二十八年癸未科进士，工诗文，授翰林院庶吉士
- 程在嵘：寄籍六安直隶州霍山县，清乾隆三十四年己丑科（1769年）进士
- 程晋芳：寄籍扬州府江都县，清乾隆三十六年（1771年）辛卯恩科进士，翰林
- 程元吉：字文中，号蔼人，程朝聘第六代，寄籍淮安府，清嘉庆十年（1805年）乙丑科进士，翰林院编修。

在淮南经营盐业的岑山渡程氏家族出了四位诗人，提倡风雅：
- 程梦星（1679—1755），字午桥
- 程嗣立（1698—1744），字风衣
- 程崟，字夔州
- 程晋芳（1718—1784），字鱼门

岑山渡程氏以诗文传世者还有程哲（崖州知州，程喈胞弟）、程庭（1672—1727年）等。
乾隆十七年（1752）举人程竣任台湾知县。